# Blommetaks
Blommetaks (Cephalotaxus) er en planteslægt med kun få arter:
| Arter |

- Japansk blommetaks (Cephalotaxus harringtonia) – Koidzumi
- Kinesisk blommetaks (Cephalotaxus fortunei)